# Glipa suberecta
Glipa suberecta es una especie de coleóptero de la familia Mordellidae.

## Distribución geográfica
Habita en Batu Indonesia.